# Delphinium cinereum
Delphinium cinereum är en ranunkelväxtart som beskrevs av Pierre Edmond Boissier. Delphinium cinereum ingår i släktet storriddarsporrar, och familjen ranunkelväxter. Inga underarter finns listade i Catalogue of Life.